# 贝当库尔里维耶尔
贝当库尔里维耶尔（法語：Bettencourt-Rivière）是法国皮卡第大区索姆省的一个市镇，属于亚眠区莫利安德勒伊县。该市镇2009年时的人口为230人。

## 人口
贝当库尔里维耶尔人口变化图示
| 数据来源：INSEE |